# 阿尔盖罗
阿尔盖罗是意大利撒丁大区萨萨里省的一个镇，普遍使用加泰隆尼亞語。

## 旅游

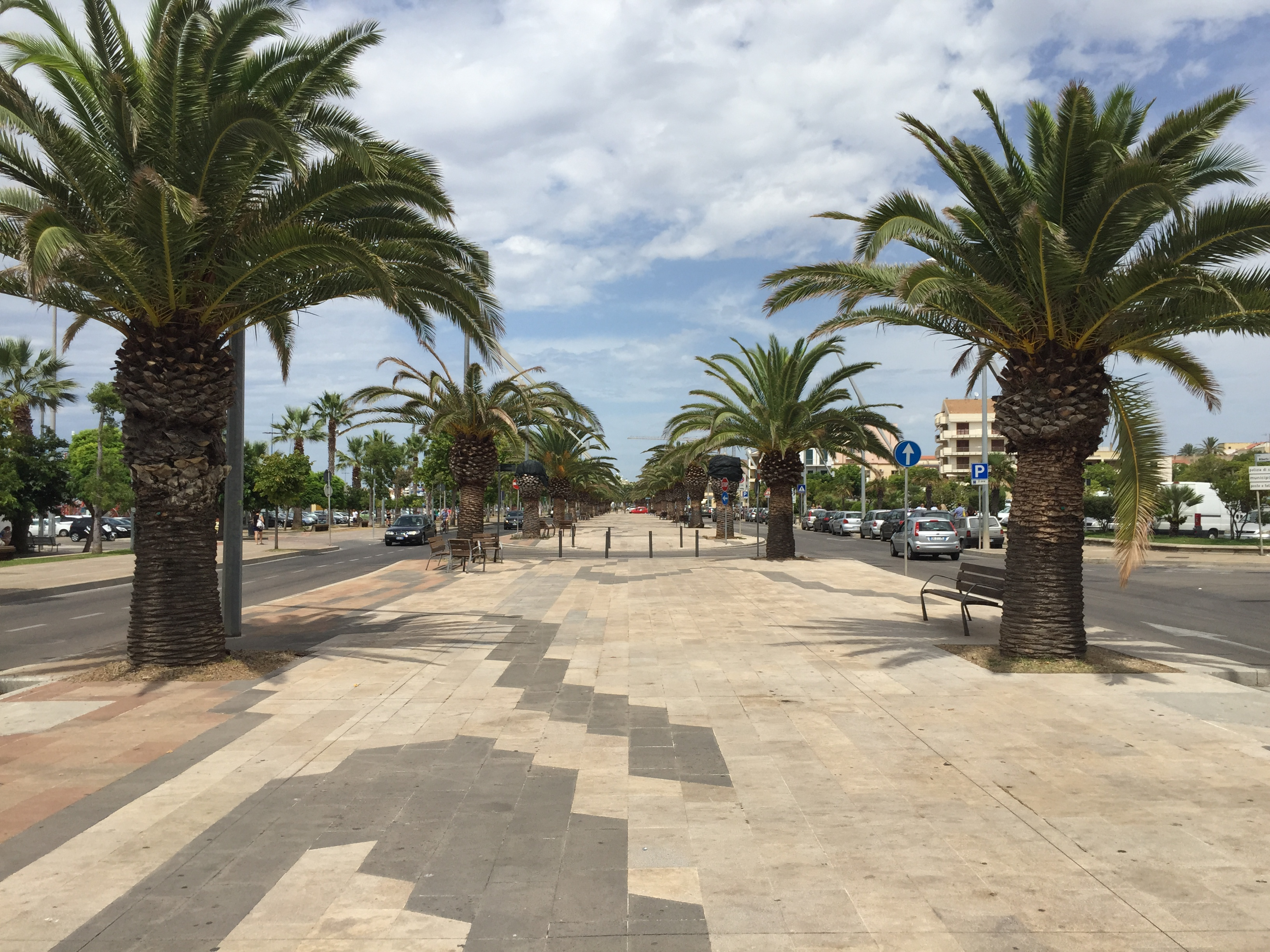
阿尔盖罗海滨

阿尔盖罗的许多历史优势造就了各种各样的古迹、建筑和景点。从新石器时代开始，许多定居点一直保留至今，在过去几十年里，阿尔盖罗已成为旅游的主要目的地，不仅因为它的海岸和自然美景，还因为保存相当完好的遗产。阿尔盖罗被《米其林旅游指南》评为“三星级旅游推荐”（最高级别）。

### 考古遗址
市区外有好几个考古遗址：

### 堡垒
第一个城防系统可追溯到13世纪，从热那亚引入。1354年，这座城市被加泰罗尼亚人占领，他们恢复并扩大了当时状况不佳的防御系统。旧城墙的一些特色受到尊重，但费尔南多二世希望给予城市更多的保护，其中大多数建于16世纪。沿着城墙，有7座塔楼和3座要塞。

### 宗教建筑

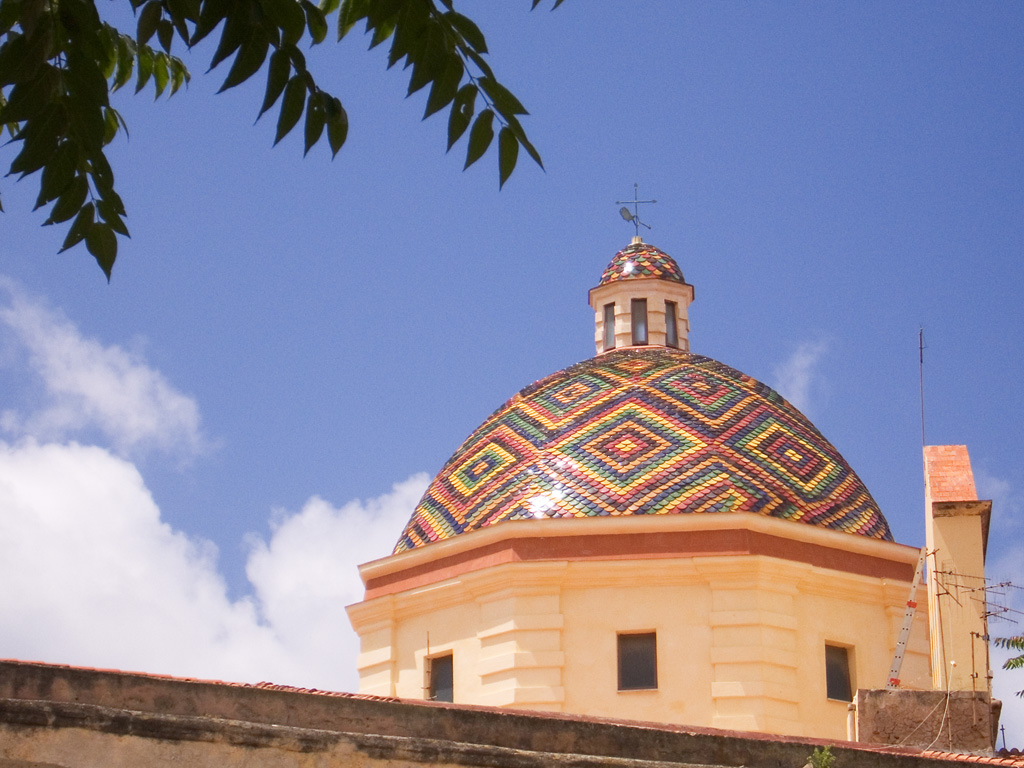
圣弥额尔堂的穹顶

- 圣母无原罪主教座堂（Cattedrale di Santa Maria Immacolata di Alghero）是天主教阿尔盖罗-博萨教区的主教座堂。工程于1570年动工，1593年投入使用，但直到1730年才竣工祝圣。原来的教堂为加泰罗尼亚哥特式建筑风格，在圣坛的五个小堂仍可见到，其中还包括钟楼的底座。中殿和两边的侧廊为文艺复兴晚期的风格.在20世纪，立面添加了新古典主义的前厅，从根本上改变了它的外观。
- 圣方济各堂（1360年，16世纪晚期重建）。原始的加泰罗尼亚哥特式部分还能在正祭台、圣坛的小堂和圣体小堂看到。钟楼是16世纪上半叶的。
- 圣弥额尔堂（Sant Miquel）。
- 玫瑰圣母堂（Madonna del Santo Rosario）

### 其他

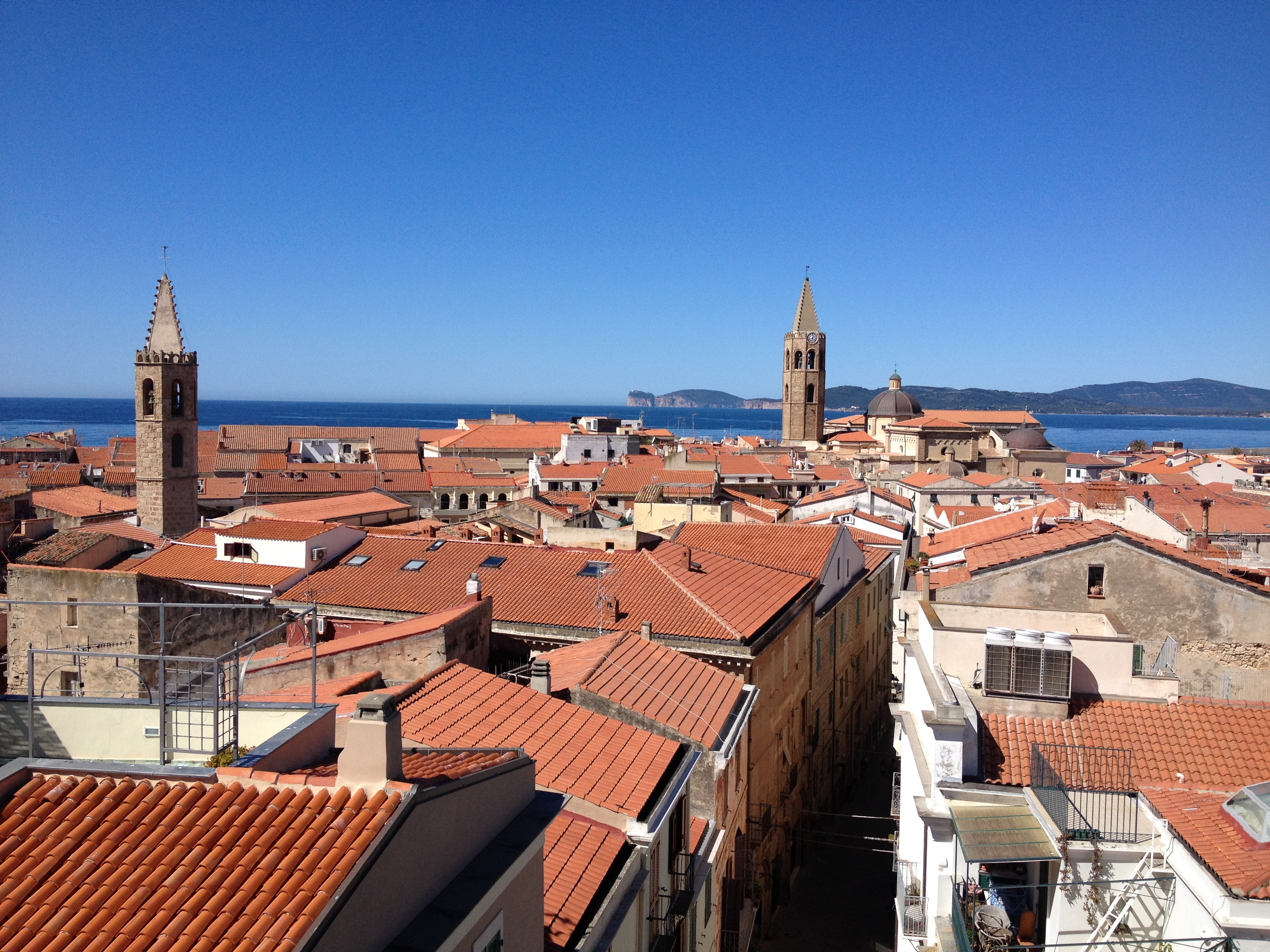
从Port Terra所见的阿尔盖罗景象

- 城门塔（Torre del Portal），1360年由阿尔盖罗的犹太社区出资建造，以及埃斯佩雷亚尔塔（Tower dell'Esperò Reial，16世纪）
- 阿尔比斯宫（Palazzo D'Albis），典型的16世纪阿拉贡建筑。1541年10月，皇帝查理五世曾在此居住。
- 海神洞穴（Grotta di Nettuno），一座在19世纪发现的大型洞窟。
- 卡恰角灯塔（Faro di Capo Caccia）
- 卡卡尔松宫（Palazzo Carcassona）

阿尔盖罗珊瑚的数量、质量以及红宝石般的红色，使其在地中海地区乃至全世界都很有名，是该地区最重要的经济活动之一。

## 友好城市
- 西班牙巴拉格尔
- 西班牙帕尔马
- 西班牙塔拉戈纳
- 安道尔恩坎普